# Vaadin
Vaadin je softwarový framework pro tvorbu webových aplikací. Tyto aplikace se v internetovém prohlížeči zobrazují a chovají stejně jako desktopové aplikace RIA. Kód je psán v Javě, který je za pomocí GWT překládán do JavaScriptu a ten je následně interpretován v internetovém prohlížeči.

## Vlastnosti

### Komponentně řízený framework
- Obsahuje velkou sadu běžně používaných komponent pro tvorbu webových aplikací. K dispozici je seznam a online ukázky včetně zdrojových kódů. Každý si tak může jednotlivé ukázky ihned vyzkoušet ve svém vývojovém prostředí.
- Součástí pluginu pro Eclipse je také vizuální editor pro tvorbu vlastních komponent. Postup, jak vytvořit komponentu dle vlastního návrhu a nápadu je popsán zde (angl.).
- Komunita vývojářů přidává neustále nové komponenty a sdílí je s ostatními jako takzvané doplňky (add-ons). Každý se tak může podílet na rozvoji tohoto frameworku.
- Využívá lazy loading (líné načítání). Data nejsou nahrávána ihned, ale až když jsou potřeba. Tím je dosaženo rychlých odezev při komunikaci mezi klientem a serverem.
- Podporuje drag & drop. Je možno pomocí myší přesouvat řádky v tabulce, listy ve stromu nebo případně přesouvat celé komponenty jako tlačítka, textová pole, rámečky apod. Je zde také implementována podpora pro přesouvání komponent z desktopové aplikace do Vaadinovské aplikace. Ukázka je dostupná zde.

### Kompatibilní s webovými prohlížeči
- Díky tomu, že Vaadin je postaven na Google Web Toolkitu, je zajištěna podpora pro nejpoužívanější  internetové prohlížeče. Vývojáři, tak odpadá starost s laděním aplikace na různých prostředích.
- Spuštění aplikace na klientské straně nevyžaduje žádný dodatečný plug-in a ani Javu. Stačí jen prohlížeč s podporou HTML a JavaScriptu.
- Je podporováno tlačítko "Zpět" .

### Přizpůsobitelný vzhled
- Vzhled komponent se nastavuje pomocí stylů CSS.
- Vaadin v základu nabízí dvě grafická témata: Reindeer a Runo. Každé z nich je možné upravit podle svých potřeb.
- Další témata, např. Chameleon je možno stáhnout jako doplněk ze stránky Vaadin Directory.

### Vývoj v Javě
- Objektově orientovaný vývoj.
- Je možno využívat poslední dostupnou verzi Javy.
- Kompatibilita s OSGi a jinými JVM jazyky, např. se Scalou.
- K dispozici je rozsáhlé API https://vaadin.com/api/.

### Nástroje pro vývoj
- Pluginy pro vývojové prostředí Eclipse a Netbeans.
- Podpora pro Maven.
- Testování uživatelského rozhraní pomocí Vaadin TestBench.

## Kompatibilní internetové prohlížeče
- Android 2.3 nebo novější
- Google Chrome 23 nebo novější
- Internet Explorer 8 nebo novější
- iOS 5 nebo novější
- Mozilla Firefox 17 nebo novější
- Opera 12 nebo novější
- Safari 6 nebo novější

### Anglicky
- Domovská stránka projektu Vaadin
- Ukázka aplikace
- Přehled komponent
- Porovnání s jinými frameworky

## Knihy

### Česky
- Kniha o Vaadinu[nedostupný zdroj]
  - překlad zahájen v dubnu 2012 v rámci projektu Get Localization

### Anglicky
- GRÖNROOS, Marko: Book of Vaadin Archivováno 5. 6. 2009 na Wayback Machine., Vaadin Ltd. srpen 2011
  - HTML, PDF a ePub zdarma - průběžně aktualizováno
- FRANKEL, Nicolas: Learning Vaadin, Packt Publishing, říjen 2011